# Bertiaceae
Bertiaceae Smyk – rodzina grzybów z klasy Sordariomycetes.

## Systematyka
Pozycja w klasyfikacji według Index Fungorum
Bertiaceae, Coronophorales, Hypocreomycetidae, Sordariomycetes, Pezizomycotina, Ascomycota, Fungi.
Rodzaje
Według aktualizowanej klasyfikacji Index Fungorum bazującej na Dictionary of the Fungi do rodziny tej należą rodzaje:
- Bertia De Not. 1844
- Gaillardiella Pat. 1895